# Ausonia Mensa
L'Ausonia Mensa è una struttura geologica della superficie di Marte.